# Xanthopimpla detrita
Xanthopimpla detrita là một loài tò vò trong họ Ichneumonidae.